# Martînivka, Icinea
Martînivka (în ucraineană Мартинівка) este localitatea de reședință a comunei Martînivka din raionul Icinea, regiunea Cernihiv, Ucraina.

## Demografie
Componența lingvistică a localității Martînivka
     Ucraineană (99,37%)
     Alte limbi (0,63%)
Conform recensământului din 2001, majoritatea populației localității Martînivka era vorbitoare de ucraineană (99,37%), existând în minoritate și vorbitori de alte limbi.